# Petter Minnhagen
Mats Petter Lennart Minnhagen, född 13 december 1946 i Lund, är en svensk fysiker. Han erhöll 1987 en forskartjänst som docent i statistisk fysik vid Naturvetenskapliga forskningsrådet och blev senare professor i fysik vid Umeå universitet. Han blev ledamot av Vetenskapsakademien 2008.